# Podobwód Stopnica Armii Krajowej
Podobwód Stopnica – jednostka partyzancka Związku Walki Zbrojnej, a następnie Armii Krajowej.
Podobwód ten operował na terenie obecnych gmin Stopnica, Łubnice i Oleśnica na Ziemi Staszowskiej.
Nosił kryptonim „Storczyk” i wchodził w skład Okręgu Radom-Kielce Armii Krajowej.